# Thelma (película de 2024)
Thelma es una película de comedia estadounidense de 2024, escrita y dirigida por Josh Margolin, protagonizada por June Squibb, Fred Hechinger, Richard Roundtree (en su último papel cinematográfico), Parker Posey, Clark Gregg y Malcolm McDowell.  Se estrenó en el Festival de Cine de Sundance 2024 el 18 de enero de 2024, y en cines el 21 de junio de 2024.

## Trama
Thelma Post tiene 93 años y es viuda. Un día recibe la llamada de un joven que dice ser su nieto, quien le cuenta de un accidente automovilístico. La voz al otro lado de la línea le suena extraña a Thelma, pero dado que ama a Daniel, le cree. El joven le pide que llame a su “abogado”, quien a su vez le indica que envíe 10.000 dólares en efectivo a un buzón privado, lo cual ella hace.
Cuando Thelma se lo cuenta a su nieto y se da cuenta de que ha sido víctima de un estafador, Daniel la tranquiliza, ya que al menos no está herida. Thelma, sin embargo, no puede dejar pasar de alto el asunto. Le pide prestada su silla de ruedas eléctrica a Ben, un amigo de su difunto marido, y juntos parten por la ciudad en busca del perpetrador y su dinero. En el camino, visitan a una vieja amiga de Thelma que sufre de demencia y le piden prestada su pistola.  

## Elenco
- June Squibb como Thelma Post
- Fred Hechinger como Danny
- Richard Roundtree como Ben
- Parker Posey como Gail
- Clark Gregg como Alan
- Malcolm McDowell
- Nicole Byer [6]
- Coral Peña [6]

## Producción
La película fue dirigida por Josh Margolin, quien también escribió el guion y la editó. Thelma es su debut como director. Margolin había trabajado como guionista para series de televisión como New Partner, Cheap Movies y My Boyfriend Is a Robot.
La música fue compuesta por Nick Chuba. 

## Recepción
En el sitio web del agregador de reseñas Rotten Tomatoes, la película tiene un índice de aprobación del 100% basado en 43 reseñas, con una calificación promedio de 7,80/10. El consenso de los críticos del sitio web dice: "Thelma, una exhibición estelar para la talentosa June Squibb, evita las risas baratas mientras encuentra el lado más alegre de algunos temas serios". 
Peter Debruge de Variety escribe que aunque Thelma podría describirse como una película de acción poco convencional, en realidad es más bien una comedia de situación. La película es menos impresionante que Lucky Grandma o películas con Jane Fonda y Lily Tomlin como Moving On y Grandma, pero se caracteriza por un tono cariñoso y ligeramente cómico. En última instancia, esto no es Stop! Or My Mom Will Shoot, sino más bien un cálido abrazo a la protagonista interpretada por June Squibb. 